# Granata (araldica)
La granata in araldica è una figura artificiale simbolo di valore e modernità militare ed è infatti presente negli stemmi di molte armi e specialità dell'Esercito e dei Carabinieri. La storia di questo simbolo risale ai nobili Brugioni, al servizio di Alfonso I d'Este.

## Esempi

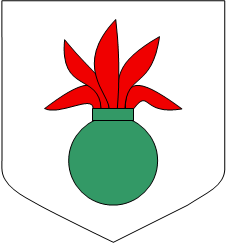
D'argento, alla granata di verde, infiammata di rosso
Di rosso, alla granata d'oro, infiammata dello stesso
Di rosso, alla granata d'oro, infiammata al naturale
Due granate nello stemma dei Carabinieri
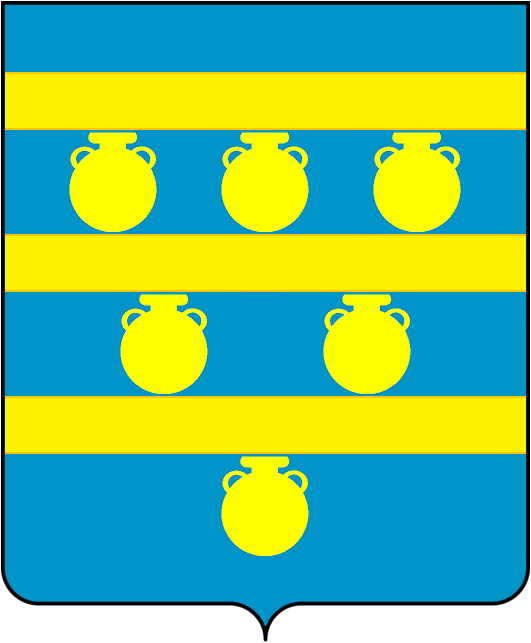
Sei granate nello stemma della famiglia D'Agostino

## Rappresentazione
Trattasi di un globo, raramente rappresentato con una o più maniglie, a volte cimato da una fiamma la quale può essere di diverso smalto: in questo caso la granata si dice infiammata di….